# ʿAbd al-Halīm Mahmūd
ʿAbd al-Halīm Mahmūd, auch Abdelhaleem Mahmoud (arabisch عبد الحليم محمود, DMG ʿAbd al-Ḥalīm Maḥmūd * 1910; † 1978), war ein ägyptischer Sufi-Gelehrter des Schadhiliyya-Ordens, der seit Ende der 1960er Jahre eine wichtige Rolle in dem islamischen Diskurs über die Anwendung der Scharia spielte und von 1973 bis 1978 das Amt des Scheich der Azhar bekleidete. Seine Bewunderer gaben ihm den ehrenden Beinamen “al-Ghazālī des 20. Jahrhunderts”, um damit seine Verdienste um den Ausgleich zwischen Sufik und islamischer Rechtswissenschaft zu würdigen.

## Leben

### Die sufische Phase
Mahmūd wurde 1910 in einem Dorf im Gouvernement asch-Scharqiyya östlich des Ismailia-Kanals geboren. Sein Vater war ein an der al-Azhar-Universität ausgebildeter Qādī, der in dem Dorf eine Farm besaß. ʿAbd al-Halīm Mahmūd besuchte die Koranschule (kuttāb) des Dorfes, verkehrte aber auch in den Zirkeln der Sufis, die seinen Vater besuchten. Nachdem er mit 13 Jahren den Koran auswendig gelernt hatte, besuchte er ein Institut der Azhar-Universität und schrieb sich an einem Lehrerinstitut in Zagazig ein.
Anschließend studierte er an der Azhar-Universität unter anderem bei Mahmūd Schaltūt und Muhammad Mustafā al-Marāghī. In dieser Zeit pflegte er auch den Kontakt mit Farīd Wadschdī, einem vehementen Gegner des Atheismus und Materialismus, und besuchte die Gesellschaft junger muslimischer Männer. Nachdem er 1932 das ʿālimīya-Diplom der Azhar erhalten hatte, reiste er nach Frankreich, wo er an der Sorbonne sein Studium in den Fächern Psychologie, Soziologie und Religionsgeschichte fortsetzte. Im Jahre 1940 wurde Mahmūd bei Louis Massignon mit einer Dissertation über den irakischen Sufi al-Hārith al-Muhāsibī (781–857) promoviert. Das Buch wurde noch im gleichen Jahre in Paris unter dem Titel Al-Moḥâsibî. Un mystique musulman religieux et moraliste veröffentlicht. Während seiner Zeit in Frankreich hatte Mahmūd auch Kontakt zu dem französischen Esoteriker und Sufi René Guénon und wurde von ihm stark beeinflusst. 1954 veröffentlichte er ein Buch über Guénon, in dem er diesen als “muslimischen Philosophen” (failasūf muslim) präsentierte.
Von 1941 bis 1951 lehrte Mahmūd als Professor an der Azhar-Universität Philosophie und von 1951 bis 1964 Psychologie. Gleichzeitig hielt sein Interesse an der Sufik an. 1960 traf er mit dem Sufi-Meister ʿAbd al-Fattāh al-Qādī (1899–1964) zusammen und wurde in dessen Zweig des Schādhiliyya-Ordens mit Sitz in dem Dorf Schiblandscha im Nildelta eingeführt.
1964 wurde er zum Dekan der Fakultät für Theologie (uṣūl ad-dīn) der Azhar-Universität ernannt. Während er dieses Amt ausübte, verfasste er ein zweibändiges Werk über die “Regeln und Geheimnisse” (aḥkām wa-asrār) des islamischen Gottesdienstes, insbesondere Dhikr, Duʿāʾ, Salāt, Zakāt, Fasten, Haddsch und Dschihad. Hier beschritt er einen Mittelweg zwischen einer juristischen Darstellung und mystischen Deutung der kultischen Vorschriften des Islams.

### Wandel zum Befürworter der Scharia
Ende der 1960er Jahre erlebte Mahmūd einen rasanten Aufstieg in der religiösen Administration Ägyptens. 1968 wurde er zum Generalsekretär der ägyptischen Akademie für islamische Untersuchungen (maǧmaʿ al-buḥūṯ al-Islāmīya) ernannt, die zu jener Zeit eines der wichtigsten Instrumente der nasseristischen Religionspolitik war. Unter seiner Leitung erlebte die Akademie, die seit 1964 jährlich internationale Konferenzen ausrichtete, eine wichtige Richtungsänderung. Während nämlich noch Mitte der 1960 die Verantwortung für ein islamisches Verhalten den Individuen übertragen und als Ideal die Formung einer “islamischen Persönlichkeit” (šaḫṣīya islāmīya) propagiert worden war, wurde auf der Konferenz von 1968 zum ersten Mal die Forderung nach Anwendung der Scharia durch den Staat erhoben. Im März 1969 setzte Mahmūd eine Kommission von vier Gelehrten ein, die er mit der Kodifikation der Scharia entsprechend der vier Rechtsschulen beauftragte.
1970 wurde Mahmūd Präsident der Azhar-Universität, von 1971 bis 1973 diente er als Minister für Stiftungen und Azhar-Angelegenheiten. 1972 leitete er in diesem Amt eine Kommission, die einen Entwurf für eine islamische Verfassung Ägyptens ausarbeiten sollte.
Vom April 1973 bis Oktober 1978 bekleidete Mahmūd schließlich das Amt des Groß-Scheichs der Azhar, der sowohl für die Azhar-Universität als auch für Azhar-Moschee zuständig ist und an der Spitze der Azhar-Hierarchie steht. Sein Beharren auf dem Projekt der Anwendung der Scharia brachte ihm das Misstrauen von Präsident Anwar as-Sadat ein, der ihm im Juli 1974 per Dekret die Kontrolle über die Azhar entzog und sie dem Minister für religiöse Stiftungen unterstellte. Da Mahmūd darauf hinwies, dass dies ein Verstoß gegen das Azhar-Gesetz von 1961 sei, und mit seinem Rücktritt drohte, setzte ihn der Präsident kurze Zeit später wieder in seine vollen Rechte ein und verlieh ihm 1975 im Rahmen eines neuen Umsetzungsgesetzes für das Azhar-Gesetz von 1961 sogar Ministerrang.
Mitte der 1970er Jahre befasste sich Mahmūd intensiv mit dem Kommunismus und verdammte ihn als eine gottlose Ideologie. In einem Fatwa, das 1976 veröffentlicht wurde, ließ er verlauten: „Der Kommunismus ist Unglaube, und alle, die ihm anhängen, haben nicht ein Stückchen Glauben.“ Umgekehrt bemühte er sich um einen Ausgleich mit den islamischen Gruppierungen. Als 1977 die extremistische Gruppierung at-Takfīr wa-l-Hidschra den ehemaligen Stiftungsminister Muhammad Husain adh-Dhahabī ermordete, bat ihn das Militärgericht um ein Fatwa zur Verurteilung der Täter als Ungläubige. Mahmūd weigerte sich jedoch mit dem Argument, dass Unglauben eine Sache des Denkens sei und er insofern zunächst die Gedanken dieser Gruppierung prüfen müsse, bevor er ein solches Fatwa ausstellen könnte. Schließlich rief er zu einem Dialog mit der Gruppierung auf, damit Gedanke gegen Gedanke gestellt werden könne.
Daneben bemühte er weiter sich um die Islamisierung des Rechts. 1976 setzte er eine „Hohe Kommission“ ein zur Revision und Modifikation des positiven Rechts in Ägypten. Diese Kommission präsentierte 1977 den Entwurf für ein Strafgesetz, in dem die Hadd-Strafen vorgesehen waren. Kurz vor seinem Tod im Jahre 1978 gründete Mahmūd an der Azhar-Universität eine eigene Fakultät für Islamische Mission.

## Ausgewählte Werke
- Al-Moḥâsibî. Un mystique musulman religieux et moraliste. Paris: Paul Geuthner 1940.
- At-Tafkīr al-falsafī fi 'l-islām. 2 Bde. Maktabat al-Anǧlu 'l-Miṣrīya, Kairo, 1955. ("Das philosophische Denken im Islam")
- Al-ʿIbāda. Aḥkām wa-asrār. 2 Bde. Kairo 1968/69. ("Der Gottesdienst. Bestimmungen und Geheimnisse")
- Fatāwā ʿan aš-šuyūʿīya . Kairo 1976. Rechtsgutachten über den Kommunismus.